# Nekasetskij Biologitjeskij Zakaznik
Nekasetskij Biologitjeskij Zakaznik (ryska: Некасецкий Биологический Заказник) är ett naturreservat i Belarus.   Det ligger i voblasten Minsks voblast, i den norra delen av landet, 120 km norr om huvudstaden Minsk.
Omgivningarna runt Nekasetskij Biologitjeskij Zakaznik är en mosaik av jordbruksmark och naturlig växtlighet. Runt Nekasetskij Biologitjeskij Zakaznik är det glesbefolkat, med 19 invånare per kvadratkilometer.